# Teikei
Teikei (en japonés: 提携) es un sistema asociativo de producción agropecuaria y mercadeo en Japón, mediante el cual los consumidores compran los alimentos directamente de los agricultores.
El Teikei está estrechamente asociado con una agricultura ecológica local, a pequeña escala, sin fines de lucro, basada en la colaboración entre los productores y los consumidores. Millones de consumidores japoneses participan en Teikei. Es ampliamente citado como el precursor mundial de la agricultura sostenida por la comunidad.

## Origen
La Teikei surgió en la década de 1960 en Japón. En ese momento, las familias japonesas, especialmente las madres, están preocupadas porque la agricultura industrializada ya hacía uso masivo de insumos químicos y en el año 1957 se reportaron las primeras víctimas de Minamata envenenamiento por mercurio. Las mujeres para abastecerse de leche sana fundaron en 1965 la primera "Teikei", que significa de "cooperación" o "colaboración" en japonés. El principio de funcionamiento fue el siguiente: a cambio de la adquisición por suscripción por el consumidor del producto campesino, éste se compromete a proporcionar alimentos sin insumos químicos.

## Concepto
Tras la fundación de Teikei, en 1971, se estableció la Asociación de Agricultura Orgánica de Japón (JOAA) que define Teikei como "la idea de crear un sistema alternativo de distribución, no dependiente del mercado convencional. Aunque la forma de Teikei varía, es simplemente un sistema de distribución directa. Para lograr su aparición, los productores y los consumidores han conversado y profundizado su comprensión mutua: así como de los demás proporcionan mano de obra y el capital para sostener el sistema. El Teikei no sólo es una idea práctica, sino también una filosofía dinámica, según la cual la gente piensa en una mejor manera de vivir a través de la interacción entre productores y consumidores". Además de comprar y vender productos frescos orgánicos de granja, Teikei se propone crear y fortalecer los lazos de amistad, una "relación humana orgánica".

## Evolución
Se formaron grupos de 500 a 1000 consumidores, interrelacionados con los productores orgánicos bajo la cobertura de "Teikei", en todo el país. Los tamaños de los grupos varían actualmente desde menos de 10 familias a más de 5.000. En la mayoría de los casos se asocian con productores de las localidades vecinas, el número de los cuales es a veces unos pocos y en otras ocasiones decenas. En 1993, en Japón había ya 650 cooperativas que desarrollaban el sistema de distribución "Teikei" y 16 millones de personas participaban ya en una Teikei, uno de cada cuatro hogares. 
Actualmente, los consumidores japoneses se han alejado de las formas originales de Teikei y debido a la concentración urbana están agrupados en cooperativas de consumo que comercializan los productos de la agricultura orgánica, en la mayoría de los casos no tienen un contacto directo co n el productor. Por otra parte, desde el año 2000 las leyes sobre etiquetado de los productos orgánicos han supuesto conflictos.